# 안창련
안창련(安昌連)은 조선민주주의인민공화국의 정치인이다. 안창련은 최고인민회의의 9번째 회의(1990년), 10번째(1998년), 11번째(2003년)에 대표로 참가했다.

## 같이 보기
- 조선민주주의인민공화국의 정치